# علي آل أحمد
علي الأحمد أو علي آل أحمد هو ناشط حقوقي و معارض إصلاحي سياسي سعودي مسلم شيعي ذوو توجهات علمانية و ليبرالية و يقيم في واشنطن و أسس ما يسمى بالمعهد السعودي في واشنطن اللذي تحول إسمه فيما بعد إلى المعهد الخليجي في واشنطن و سبق أن ألقى كلمات عن الوضع في السعودية أمام الكونغرس الأمريكي و سبق و أن ألتقى كولن باول وزير الخارجية الأمريكي آنذاك ، و طالب اللجنة الأولمبية الدولية بمنع السعودية من المشاركة في أولمبياد بكين 2008 و أولمبياد لندن 2012 بسبب ما وصفه بحرمان المرأة السعودية من المشاركة في المحافل الرياضية الدولية و نظم مظاهرات في الولايات المتحدة الأمريكية أثناء زيارات رسمية قام بها مسؤولين سعوديين في الولايات المتحدة و ندد فيها بأوضاع حقوق الإنسان في السعودية 